# Église Saint-Médard de Saint-Médard-en-Forez
L'église Saint-Médard est une église catholique située à Saint-Médard-en-Forez, dans le département de la Loire en France. Sa construction a débuté au XIIe siècle. Elle est inscrite au titre des monuments historiques depuis le 7 septembre 1978.